# Liste der Baudenkmale in Osnabrück (Außenbereiche)
In der Liste der Baudenkmale in Osnabrück – Außenbereiche sind alle Baudenkmale in den Außenbereichen der niedersächsischen Stadt Osnabrück aufgelistet. Die Quelle der Baudenkmale ist der Denkmalatlas Niedersachsen. Der Stand der Liste ist der 12. September 2022.

## Allgemein
In den Spalten befinden sich folgende Informationen:
- Lage: die Adresse des Baudenkmales und die geographischen Koordinaten. Kartenansicht, um Koordinaten zu setzen. In der Kartenansicht sind Baudenkmale ohne Koordinaten mit einem roten Marker dargestellt und können in der Karte gesetzt werden. Baudenkmale ohne Bild sind mit einem blauen Marker gekennzeichnet, Baudenkmale mit Bild mit einem grünen Marker.
- Bezeichnung: Bezeichnung des Baudenkmales
- Beschreibung: die Beschreibung des Baudenkmales. Unter § 3 Abs. 2 NDSchG werden Einzeldenkmale und unter § 3 Abs. 3 NDSchG Gruppen baulicher Anlagen und deren Bestandteile ausgewiesen.
- ID: die Objekt-ID des Baudenkmales
- Bild: ein Bild des Baudenkmales, ggf. zusätzlich mit einem Link zu weiteren Fotos des Baudenkmals im Medienarchiv Wikimedia Commons. Wenn man auf das Kamerasymbol klickt, können Fotos zu Baudenkmalen aus dieser Liste hochgeladen werden:

## Atter
| Lage                                         | Bezeichnung                             | Beschreibung | ID       | Bild |
| -------------------------------------------- | --------------------------------------- | ------------ | -------- | ---- |
| 52° 17′ 49″ N, 7° 56′ 27″ O                  | Eisenbahnbrücke                         |              | 43809555 | BW   |
| Bahnhofstraße 11 52° 17′ 26″ N, 7° 56′ 34″ O | Wohn-/ Wirtschaftsgebäude               |              | 43805204 | BW   |
| Landwehrstraße 52° 17′ 57″ N, 7° 59′ 12″ O   | OfLag VI C Eversheide (Kasernengebäude) |              | 43813214 |      |
| Leyer Holz 52° 17′ 29″ N, 7° 57′ 54″ O       | Denkmal (Weißer Mann)                   |              | 43805682 | BW   |
| Leyer Straße 161 52° 17′ 33″ N, 7° 56′ 51″ O | Hof Meyer (Wassermühle)                 |              | 43800297 | BW   |
| Leyer Straße 161 52° 17′ 33″ N, 7° 56′ 49″ O | Hof Meyer (Mühlenteich)                 |              | 44123214 | BW   |
| Leyer Straße 161 52° 17′ 34″ N, 7° 56′ 53″ O | Hof Meyer (Wohnhaus)                    |              | 43800249 | BW   |
| Leyer Straße 161 52° 17′ 34″ N, 7° 56′ 54″ O | Hof Meyer (Wohn-/ Wirtschaftsgebäude)   |              | 43800272 | BW   |
| Leyer Straße 161 52° 17′ 34″ N, 7° 56′ 55″ O | Hof Meyer (Stall)                       |              | 44124348 | BW   |
| Leyer Straße 161 52° 17′ 33″ N, 7° 56′ 56″ O | Hof Meyer (Scheune)                     |              | 43813070 | BW   |
| Leyer Straße 162 52° 17′ 35″ N, 7° 56′ 57″ O | Hof Meyer (Heuerhaus)                   |              | 43800326 | BW   |

### Gut Leye
| Lage                                   | Bezeichnung        | Beschreibung | ID       | Bild           |
| -------------------------------------- | ------------------ | ------------ | -------- | -------------- |
| Gut Leye 1 52° 17′ 44″ N, 7° 57′ 51″ O | Herrenhaus         |              | 43795309 | Weitere Bilder |
| Gut Leye 1 52° 17′ 44″ N, 7° 57′ 51″ O | Wirtschaftsgebäude |              | 43795309 | BW             |
| Gut Leye 1 52° 17′ 45″ N, 7° 57′ 53″ O | Wirtschaftsgebäude |              | 43795286 |                |
| Gut Leye 1 52° 17′ 43″ N, 7° 57′ 51″ O | Dreschhaus         |              | 43795356 | BW             |
| Gut Leye 1 52° 17′ 43″ N, 7° 57′ 53″ O | Torhaus            |              | 43795402 | BW             |
| Gut Leye 1 52° 17′ 44″ N, 7° 57′ 53″ O | Torhaus            |              | 43795379 |                |
| Gut Leye 1 52° 17′ 43″ N, 7° 57′ 53″ O | Brücke             |              | 44115601 | BW             |
| Gut Leye 1 52° 17′ 44″ N, 7° 57′ 54″ O | Gutskapelle        |              | 43795332 |                |

## Darum
| Lage                                        | Bezeichnung                                       | Beschreibung | ID       | Bild |
| ------------------------------------------- | ------------------------------------------------- | ------------ | -------- | ---- |
| Brockhofsweg 20 52° 16′ 54″ N, 8° 10′ 20″ O | Speicher                                          |              | 43791389 | BW   |
| Brockhofsweg 24 52° 17′ 2″ N, 8° 10′ 21″ O  | Hof Brockhoff (Speicher)                          |              | 43805867 | BW   |
| Bruchweg 120 52° 17′ 24″ N, 8° 8′ 27″ O     | Wohn-/ Wirtschaftsgebäude                         |              | 43805890 | BW   |
| Bruchweg 148 52° 17′ 34″ N, 8° 8′ 43″ O     | Hof Finke (Wohn-/ Wirtschaftsgebäude)             |              | 43805867 | BW   |
| Darumer Straße 61 52° 17′ 8″ N, 8° 9′ 40″ O | Hof Rüße/Hof Warnecke (Wohn-/ Wirtschaftsgebäude) |              | 43794560 | BW   |
| Darumer Straße 61 52° 17′ 8″ N, 8° 9′ 39″ O | Hof Rüße/Hof Warnecke (Scheune)                   |              | 43794584 | BW   |

## Dodesheide
| Lage                                             | Bezeichnung               | Beschreibung | ID       | Bild |
| ------------------------------------------------ | ------------------------- | ------------ | -------- | ---- |
| Bassumer Straße 34 52° 18′ 3″ N, 8° 4′ 1″ O      | St. Franziskus            |              | 43812436 | BW   |
| Gartlager Weg 37 52° 17′ 30″ N, 8° 4′ 47″ O      | Wohn-/ Wirtschaftsgebäude |              | 43806544 | BW   |
| Gartlager Weg 37 52° 17′ 30″ N, 8° 4′ 48″ O      | Speicher                  |              | 43794817 | BW   |
| Gartlager Weg 54 52° 17′ 38″ N, 8° 4′ 45″ O      | Haus Gartlage             |              | 43806544 | BW   |
| Haneschstraße 14 52° 18′ 18″ N, 8° 3′ 20″ O      | Wohnhaus                  |              | 43806848 | BW   |
| Haneschstraße 14 52° 18′ 20″ N, 8° 3′ 18″ O      | Einfriedung               |              | 44131504 | BW   |
| Vehrter Landstraße 62 52° 18′ 23″ N, 8° 3′ 44″ O | Wohn-/ Wirtschaftsgebäude |              | 44131504 | BW   |

## Eversburg
| Lage                                                       | Bezeichnung                         | Beschreibung | ID       | Bild           |
| ---------------------------------------------------------- | ----------------------------------- | ------------ | -------- | -------------- |
| Am Eversburger Bahnhof 2 52° 18′ 6″ N, 8° 0′ 15″ O         | Eversburger Bahnhof                 |              | 43811743 |                |
| Am Eversburger Bahnhof 24 / 25 52° 18′ 14″ N, 7° 59′ 57″ O | Doppelhaus                          |              | 43809413 | BW             |
| Am Eversburger Bahnhof 26 / 27 52° 18′ 15″ N, 7° 59′ 56″ O | Doppelhaus                          |              | 43809850 | BW             |
| An der Burgkapelle 52° 18′ 27″ N, 7° 59′ 46″ O             | Gutskapelle Eversburg               |              | 43804802 |                |
| An der Burgkapelle 52° 18′ 26″ N, 7° 59′ 45″ O             | Kirchgarten                         |              | 44126234 | BW             |
| An der Eversburg 52° 18′ 35″ N, 7° 59′ 53″ O               | Hasebrücke (sog. Alte Römerbrücke)  |              | 43806158 | Weitere Bilder |
| Atterstraße 30 52° 17′ 50″ N, 8° 0′ 39″ O                  | Villa Hilkenkamp                    |              | 43805109 | BW             |
| Atterstraße 30 52° 17′ 50″ N, 8° 0′ 40″ O                  | Villa Hilkenkamp (Garten)           |              | 44127216 | BW             |
| Atterstraße 168 / 170 52° 18′ 15″ N, 7° 59′ 47″ O          | Doppelhaus(Arb.-Colonie Eversheide) |              | 43805131 | BW             |
| Atterstraße 174 / 176 52° 18′ 17″ N, 7° 59′ 45″ O          | Doppelhaus(Arb.-Colonie Eversheide) |              | 43805182 | BW             |
| Atterstraße 174 / 176 52° 18′ 17″ N, 7° 59′ 45″ O          | Stall                               |              | 44127469 | BW             |
| Atterstraße 174 / 176 52° 18′ 17″ N, 7° 59′ 46″ O          | Garten                              |              | 44127552 | BW             |
| Atterstraße 186 52° 18′ 19″ N, 7° 59′ 40″ O                | Wohnhaus                            |              | 43806182 | BW             |
| Die Eversburg 30 52° 18′ 25″ N, 7° 59′ 41″ O               | Liebfrauenkirche                    |              | 43809945 |                |
| Kirchstraße 7 52° 18′ 3″ N, 8° 0′ 1″ O                     | Michaelis-Kirche                    |              | 43807443 | Weitere Bilder |
| Wersener Straße 23 / 23a 52° 17′ 45″ N, 8° 0′ 28″ O        | Doppelhaus                          |              | 43803985 | BW             |
| Wersener Straße 25 / 25a 52° 17′ 45″ N, 8° 0′ 26″ O        | Doppelhaus                          |              | 43804031 | BW             |
| Wersener Straße 25b / 25c 52° 17′ 45″ N, 8° 0′ 25″ O       | Doppelhaus                          |              | 43804054 | BW             |
| Wersener Straße 27 / 27a 52° 17′ 45″ N, 8° 0′ 23″ O        | Doppelhaus                          |              | 43804099 | BW             |
| Wersener Straße 27b / 29 52° 17′ 45″ N, 8° 0′ 22″ O        | Doppelhaus                          |              | 43804148 | BW             |
| Wersener Straße 29a / 29b 52° 17′ 46″ N, 8° 0′ 21″ O       | Doppelhaus                          |              | 43804193 | BW             |
| Wersener Straße 85 52° 17′ 46″ N, 7° 59′ 56″ O             | Serbisch-orthodoxe Kirche           |              | 43809389 | Weitere Bilder |

## Gartlage
| Lage                                                | Bezeichnung                                          | Beschreibung | ID       | Bild |
| --------------------------------------------------- | ---------------------------------------------------- | --- | -------- | ---- |
| Bohmter Straße 51 52° 16′ 48″ N, 8° 3′ 42″ O        | Beamtenwohnhaus                                      | Traufständiger zweigeschossiger Ziegelbau unter ausgebautem Satteldach mit Schleppdachgauben, erbaut 1921 durch den Osnabrücker Architekten Lothar Gürtler. An den Seiten des Zeilenhauses giebelständige Baukörper, mit mehrfach geschwungenen und gegliederten Giebeln auf die Kreuzung Liebigstraße/Bohmter Straße ausgerichtet und durch eingeschossigen Zwischenbau mit Liebigstraße 99 verbunden.   | 43792334 | BW   |
| Hackländer Straße 8 / 10 52° 16′ 42″ N, 8° 3′ 25″ O | Backhaus-Schule                                      | | 43790336 | BW   |
| Klosterstraße 27 52° 16′ 49″ N, 8° 3′ 7″ O          | Maschinenfabrik Brück, Kretschel u. Co (Büro)        | | 43802292 | BW   |
| Klosterstraße 27 52° 16′ 48″ N, 8° 3′ 9″ O          | Maschinenfabrik Brück, Kretschel u. Co (Lager)       | | 43811881 | BW   |
| Klosterstraße 27 52° 16′ 49″ N, 8° 3′ 9″ O          | Maschinenfabrik Brück, Kretschel u. Co (Fabrikhalle) | | 43811929 | BW   |
| Knollstraße 16 52° 17′ 2″ N, 8° 3′ 4″ O             | Berufsfachschule für Hebammen                        | | 43811986 |      |
| Liebigstraße 1 / 1a 52° 16′ 49″ N, 8° 2′ 55″ O      | Wohnhaus                                             | | 43807759 | BW   |
| Liebigstraße 7 52° 16′ 48″ N, 8° 2′ 58″ O           | Wohnhaus                                             | | 43807803 | BW   |
| Liebigstraße 22 52° 16′ 47″ N, 8° 3′ 8″ O           | Elektrizitätswerk                                    | | 43807822 | BW   |
| Liebigstraße 25 52° 16′ 48″ N, 8° 3′ 10″ O          | Maschinenfabrik Brück, Kretschel u. Co (Lager)       | | 43811856 | BW   |
| Liebigstraße 99 52° 16′ 48″ N, 8° 3′ 40″ O          | Beamtenwohnhaus                                      | Traufständiger zweigeschossiger Ziegelbau unter ausgebautem Satteldach mit Schleppdachgauben, erbaut 1921 durch den Osnabrücker Architekten Lothar Gürtler. An den Seiten des Zeilenhauses giebelständige Baukörper, mit mehrfach geschwungenen und gegliederten Giebeln auf die Kreuzung Liebigstraße/Bohmter Straße ausgerichtet und durch eingeschossigen Zwischenbau mit Bohmter Straße 51 verbunden. | 43811403 | BW   |
| Luisenstraße 34 52° 16′ 49″ N, 8° 3′ 16″ O          | Alter Schlachthof (Gaststätte)                       | | 43795972 | BW   |
| Nonnenpfad 6 / 8 / 10 52° 16′ 51″ N, 8° 2′ 56″ O    | Wohnhaus                                             | | 43808512 | BW   |
| Schlachthofstraße 1 52° 16′ 48″ N, 8° 3′ 18″ O      | Alter Schlachthof (Verwaltung)                       | | 43792457 | BW   |
| Ziegelstraße 21 52° 16′ 55″ N, 8° 2′ 57″ O          | Wohnhaus                                             | | 43809789 | BW   |
| Ziegelstraße 22 52° 16′ 55″ N, 8° 2′ 56″ O          | Wohnhaus                                             | | 43809809 | BW   |
| Ziegelstraße 32b 52° 16′ 52″ N, 8° 2′ 46″ O         | Lagergebäude                                         | | 43815570 |      |

### Werkssiedlung KM
| Lage                                             | Bezeichnung       | Beschreibung | ID       | Bild |
| ------------------------------------------------ | ----------------- | ------------ | -------- | ---- |
| Krelingstraße 24 / 26 52° 16′ 48″ N, 8° 3′ 29″ O | Doppelhaus        |              | 43800135 | BW   |
| Krelingstraße 28 / 30 52° 16′ 48″ N, 8° 3′ 29″ O | Doppelhaus        |              | 43800162 | BW   |
| Krelingstraße 32 / 34 52° 16′ 49″ N, 8° 3′ 28″ O | Doppelhaus        |              | 43800191 | BW   |
| Krelingstraße 36 / 38 52° 16′ 50″ N, 8° 3′ 28″ O | Doppelhaus        |              | 43800220 | BW   |
| Krelingstraße 36 / 38 52° 16′ 49″ N, 8° 3′ 31″ O | Gartenbereich     |              | 44121390 | BW   |
| Liebigstraße 53 / 55 52° 16′ 48″ N, 8° 3′ 29″ O  | Doppelhaus        |              | 43815008 | BW   |
| Liebigstraße 57 52° 16′ 48″ N, 8° 3′ 30″ O       | Wohnhaus          |              | 43815967 | BW   |
| Liebigstraße 59 / 61 52° 16′ 48″ N, 8° 3′ 30″ O  | Doppelhaus        |              | 43816114 | BW   |
| Liebigstraße 63 52° 16′ 48″ N, 8° 3′ 31″ O       | Wohnhaus          |              | 43816142 | BW   |
| Liebigstraße 65 / 67 52° 16′ 48″ N, 8° 3′ 31″ O  | Doppelhaus        |              | 43816169 | BW   |
| Liebigstraße 69 / 71 52° 16′ 48″ N, 8° 3′ 32″ O  | Doppelhaus        |              | 43797041 | BW   |
| Liebigstraße 73 / 75 52° 16′ 48″ N, 8° 3′ 32″ O  | Doppelhaus        |              | 43816197 | BW   |
| Liebigstraße 77 52° 16′ 48″ N, 8° 3′ 34″ O       | Wohnhaus          |              | 43816225 | BW   |
| Liebigstraße 77 52° 16′ 48″ N, 8° 3′ 34″ O       | Stall             |              | 44121757 | BW   |
| Liebigstraße 79 / 81 52° 16′ 48″ N, 8° 3′ 34″ O  | Doppelhaus        |              | 43816252 | BW   |
| Liebigstraße 83 - 87 52° 16′ 48″ N, 8° 3′ 35″ O  | Wohnhaus (Gruppe) |              | 43815036 |      |
| Liebigstraße 83 - 87 52° 16′ 48″ N, 8° 3′ 35″ O  | Stall             |              | 44122052 | BW   |
| Liebigstraße 89 - 97 52° 16′ 48″ N, 8° 3′ 38″ O  | Wohnhaus (Gruppe) |              | 43815036 | BW   |
| Liebigstraße 89 - 97 52° 16′ 50″ N, 8° 3′ 35″ O  | Gartenbereich     |              | 44121662 | BW   |

## Gretesch
| Lage                                         | Bezeichnung                        | Beschreibung | ID       | Bild |
| -------------------------------------------- | ---------------------------------- | ------------ | -------- | ---- |
| Belmer Straße 382 52° 16′ 53″ N, 8° 7′ 35″ O | Heuerhaus                          |              | 43805292 | BW   |
| Belmer Straße 400 52° 16′ 55″ N, 8° 8′ 1″ O  | Hof Sundermann (ehem. Steinwerk ?) |              | 43805316 | BW   |
| Belmer Straße 400c 52° 17′ 0″ N, 8° 8′ 5″ O  | Hof Sundermann (Heuerhaus)         |              | 43815778 | BW   |
| Belmer Straße 414 52° 17′ 20″ N, 8° 7′ 53″ O | ehem. Wehrspeicher                 |              | 43805340 | BW   |
| Buchenbrink 1 52° 16′ 11″ N, 8° 6′ 53″ O     | Villa                              |              | 43805933 | BW   |
| Buchenbrink 1 52° 16′ 9″ N, 8° 6′ 52″ O      | Park                               |              | 44129693 | BW   |
| Kirchbrinkweg 8 52° 17′ 28″ N, 8° 7′ 56″ O   | Scheune                            |              | 43807421 | BW   |

## Hafen
| Lage                                           | Bezeichnung                                         | Beschreibung | ID       | Bild |
| ---------------------------------------------- | --------------------------------------------------- | ------------ | -------- | ---- |
| Am Speicher 1 52° 17′ 50″ N, 8° 1′ 36″ O       | ehem. Heeres-Verpflegungslager (Speicher)           |              | 43813743 |      |
| Am Speicher 2 52° 17′ 47″ N, 8° 1′ 38″ O       | ehem. Heeres-Verpflegungslager (Speicher)           |              | 43813799 | BW   |
| Am Speicher 3a / 3b 52° 17′ 48″ N, 8° 1′ 41″ O | ehem. Heeres-Verpflegungslager (Wachgebäude)        |              | 43813715 | BW   |
| Am Speicher 5 52° 17′ 46″ N, 8° 1′ 43″ O       | ehem. Heeres-Verpflegungslager (Verwaltungsgebäude) |              | 43817433 | BW   |
| Bramscher Straße 221 52° 17′ 48″ N, 8° 2′ 8″ O | Haster Mühle(Wassermühle)                           |              | 43792956 | BW   |
| Bramscher Straße 221 52° 17′ 47″ N, 8° 2′ 8″ O | Haster Mühle(Wohnhaus)                              |              | 43792982 | BW   |
| Schleusenstraße 1 52° 18′ 7″ N, 8° 1′ 39″ O    | Flugzeughalle                                       |              | 43808816 |      |

### Preußisches Landgestüt
| Lage                                           | Bezeichnung | Beschreibung | ID       | Bild |
| ---------------------------------------------- | ----------- | ------------ | -------- | ---- |
| Klöcknerstraße 21 52° 18′ 9″ N, 8° 0′ 26″ O    | Hengststall |              | 43799682 | BW   |
| Klöcknerstraße 21 52° 18′ 9″ N, 8° 0′ 29″ O    | Reithalle   |              | 43799703 | BW   |
| Klöcknerstraße 21 52° 18′ 12″ N, 8° 0′ 28″ O   | Hengststall |              | 43799661 | BW   |
| Klöcknerstraße 21 52° 18′ 11″ N, 8° 0′ 27″ O   | Reitplatz   |              | 44123008 | BW   |
| Petrusallee 52° 18′ 14″ N, 8° 0′ 27″ O         | Allee       |              | 43802242 | BW   |
| Petrusallee 52° 18′ 8″ N, 8° 0′ 45″ O          | Petrussäule |              | 44124895 |      |
| Petrusallee 28 / 30 52° 18′ 15″ N, 8° 0′ 25″ O | Wärterhaus  |              | 43802267 | BW   |
| Petrusallee 32 / 34 52° 18′ 15″ N, 8° 0′ 23″ O | Wärterhaus  |              | 43802316 | BW   |
| Petrusallee 35 52° 18′ 15″ N, 8° 0′ 21″ O      | Wärterhaus  |              | 43802340 | BW   |

## Haste
| Lage                                                 | Bezeichnung                          | Beschreibung | ID       | Bild           |
| ---------------------------------------------------- | ------------------------------------ | ------------ | -------- | -------------- |
| Am Haster Berg 43 52° 18′ 50″ N, 8° 3′ 32″ O         | Villa Waldeck                        |              | 44883448 | BW             |
| Am Krümpel 31 52° 18′ 12″ N, 8° 2′ 24″ O             | Ehem. Höhere Gartenbauschule         |              | 43810124 | BW             |
| Am Krümpel 33 52° 18′ 14″ N, 8° 2′ 26″ O             | Ehem. Höhere Gartenbauschule         |              | 43810099 | BW             |
| Am Krümpel 35 / 37 52° 18′ 12″ N, 8° 2′ 29″ O        | Dienstwohnhaus                       |              | 43810148 | BW             |
| Bramstraße 107 52° 18′ 20″ N, 8° 2′ 56″ O            | Christus-König                       |              | 43805844 |                |
| Bramstraße 41 52° 18′ 7″ N, 8° 2′ 33″ O              | Ursulinen-Kloster St. Angela         |              | 43805819 | Weitere Bilder |
| Hardinghausstraße 39 52° 18′ 34″ N, 8° 2′ 39″ O      | Paul-Gerhardt-Kirche                 |              | 43811060 |                |
| Hardinghausstraße 39 52° 18′ 33″ N, 8° 2′ 39″ O      | Paul-Gerhardt-Kirche (Glockenturm)   |              | 44133939 | BW             |
| Hardinghausstraße 39 52° 18′ 33″ N, 8° 2′ 41″ O      | Paul-Gerhardt-Kirche (Pfarrhaus)     |              | 43811089 | BW             |
| Im Nettetal 1 52° 18′ 59″ N, 8° 4′ 59″ O             | Wohn-/ Wirtschaftsgebäude            |              | 43807241 | BW             |
| In den Bleeken 52° 18′ 35″ N, 8° 2′ 40″ O            | Kriegerdenkmal                       |              | 43807263 | BW             |
| Oldenburger Landstraße 52° 18′ 56″ N, 8° 2′ 13″ O    | Kreuz im Hone                        |              | 43808575 |                |
| Oldenburger Landstraße 62 52° 18′ 32″ N, 8° 2′ 14″ O | Schmied im Hone (Steink. Kaffeehaus) |              | 43808598 | BW             |
| Oldenburger Landstraße 62 52° 18′ 29″ N, 8° 2′ 14″ O | Einfriedung                          |              | 45785650 | BW             |
| Oldenburger Landstraße 62 52° 18′ 30″ N, 8° 2′ 14″ O | Garten                               |              | 45785621 | BW             |
| Östringer Weg 118 52° 18′ 45″ N, 8° 3′ 55″ O         | Kotten/Heuerhaus                     |              | 43808553 | BW             |
| Östringer Weg 120 52° 18′ 42″ N, 8° 3′ 58″ O         | Gut Nette (Torhaus)                  |              | 43802148 | BW             |
| Östringer Weg 120 52° 18′ 40″ N, 8° 3′ 59″ O         | Gut Nette (Kapelle)                  |              | 43802120 |                |
| Östringer Weg 120 52° 18′ 42″ N, 8° 4′ 0″ O          | Gut Nette (Herrenhaus)               |              | 43802171 | BW             |
| Östringer Weg 120 52° 18′ 41″ N, 8° 3′ 55″ O         | Gut Nette (Mauerreste)               |              | 43802195 | BW             |
| Östringer Weg 120 52° 18′ 37″ N, 8° 4′ 0″ O          | Gut Nette (Park)                     |              | 43815158 | BW             |
| Oldenburger Landstraße 66 52° 18′ 35″ N, 8° 2′ 13″ O | Schmied in Hone                      |              | 43814738 | BW             |

### Gut Honeburg
| Lage                                              | Bezeichnung        | Beschreibung | ID       | Bild |
| ------------------------------------------------- | ------------------ | ------------ | -------- | ---- |
| Honeburger Weg 27 / 29 52° 18′ 40″ N, 8° 1′ 17″ O | Forsthaus          |              | 43807144 | BW   |
| Honeburger Weg 81 52° 18′ 35″ N, 8° 1′ 51″ O      | Wohnhaus           |              | 43797602 | BW   |
| Honeburger Weg 85 52° 18′ 34″ N, 8° 1′ 51″ O      | Scheune            |              | 43797723 | BW   |
| Honeburger Weg 85 52° 18′ 34″ N, 8° 1′ 52″ O      | Kreuzigungsgruppe  |              | 43797796 | BW   |
| Honeburger Weg 85 52° 18′ 34″ N, 8° 1′ 53″ O      | Torhaus            |              | 43797629 | BW   |
| Honeburger Weg 85 52° 18′ 35″ N, 8° 1′ 53″ O      | Wirtschaftsgebäude |              | 43797654 | BW   |
| Honeburger Weg 85 52° 18′ 36″ N, 8° 1′ 54″ O      | Scheune            |              | 43797677 | BW   |
| Honeburger Weg 85 52° 18′ 35″ N, 8° 1′ 54″ O      | Gutskapelle        |              | 43797700 |      |
| Honeburger Weg 85 52° 18′ 34″ N, 8° 1′ 55″ O      | Herrenhaus         |              | 43797746 |      |
| Honeburger Weg 85 52° 18′ 32″ N, 8° 1′ 58″ O      | Park               |              | 43797769 | BW   |

### Mühlenhof „Nackte Mühle“
| Lage                                        | Bezeichnung               | Beschreibung | ID       | Bild |
| ------------------------------------------- | ------------------------- | ------------ | -------- | ---- |
| Östringer Weg 18 52° 18′ 29″ N, 8° 3′ 8″ O  | Scheune                   |              | 43802099 | BW   |
| Östringer Weg 18 52° 18′ 30″ N, 8° 3′ 9″ O  | Wohn-/ Wirtschaftsgebäude |              | 43802035 | BW   |
| Östringer Weg 18 52° 18′ 28″ N, 8° 3′ 9″ O  | Stall                     |              | 43802078 | BW   |
| Östringer Weg 18 52° 18′ 29″ N, 8° 3′ 10″ O | Mühle                     |              | 43802007 |      |
| Östringer Weg 18 52° 18′ 29″ N, 8° 3′ 10″ O | Mühlenwehr                |              | 44122488 | BW   |
| Östringer Weg 18 52° 18′ 28″ N, 8° 3′ 11″ O | Sägewerk                  |              | 43802057 |      |

## Hellern
| Lage                                                     | Bezeichnung                                | Beschreibung | ID       | Bild           |
| -------------------------------------------------------- | ------------------------------------------ | ------------ | -------- | -------------- |
| An der Lauburg 52 52° 16′ 3″ N, 7° 59′ 27″ O             | Hof Brinkmeyer (Wohn-/ Wirtschaftsgebäude) |              | 43790619 | BW             |
| An der Lauburg 52 52° 16′ 2″ N, 7° 59′ 28″ O             | Hof Brinkmeyer (Scheune)                   |              | 43790641 | BW             |
| An der Lauburg 52 52° 16′ 4″ N, 7° 59′ 29″ O             | Hof Brinkmeyer (Speicher)                  |              | 43790663 | BW             |
| Blumenhaller Weg 110 52° 15′ 57″ N, 8° 0′ 53″ O          | Wohnhaus                                   |              | 43810721 | BW             |
| Blumenhaller Weg 110 52° 15′ 56″ N, 8° 0′ 51″ O          | Garten                                     |              | 44133055 | BW             |
| Blumenhaller Weg 112 52° 15′ 56″ N, 8° 0′ 50″ O          | Wohnhaus                                   |              | 43810746 | BW             |
| Dieckriede 1 52° 15′ 6″ N, 7° 58′ 30″ O                  | Wohn-/ Wirtschaftsgebäude                  |              | 43794630 | BW             |
| Heidehügel 2 52° 16′ 25″ N, 7° 58′ 37″ O                 | Wohn-/ Wirtschaftsgebäude                  |              | 43803890 | BW             |
| Heidehügel 6 52° 16′ 23″ N, 7° 58′ 28″ O                 | Wohn-/ Wirtschaftsgebäude                  |              | 43803962 | BW             |
| Im Hakenhof 1 52° 16′ 10″ N, 7° 59′ 24″ O                | Wohn-/ Wirtschaftsgebäude                  |              | 43807219 | BW             |
| Lengericher Landstraße 52° 15′ 27″ N, 7° 59′ 51″ O       | Friedhof Hellern (Kriegerdenkmal)          |              | 43807695 | BW             |
| Lengericher Landstraße 52° 15′ 11″ N, 7° 59′ 12″ O       | Alte Dütebrücke                            |              | 43807672 | BW             |
| Lengericher Landstraße 23 52° 15′ 6″ N, 7° 59′ 9″ O      | Scheune                                    |              | 43807716 | BW             |
| Nordhausweg 15 52° 15′ 42″ N, 8° 0′ 38″ O                | Backhaus                                   |              | 43808533 | BW             |
| Obere Martinistraße 54 52° 16′ 9″ N, 8° 0′ 27″ O         | Bonnuskirche                               |              | 43817548 |                |
| Obere Martinistraße 54 52° 16′ 9″ N, 8° 0′ 29″ O         | Bonnuskirche (Treppenaufgang)              |              | 45076975 | BW             |
| Obere Martinistraße 54 52° 16′ 9″ N, 8° 0′ 29″ O         | Bonnuskirche (Kirchturm)                   |              | 45076937 | BW             |
| Obere Martinistraße 54 52° 16′ 9″ N, 8° 0′ 28″ O         | Bonnuskirche (Kirchplatz)                  |              | 45077000 | BW             |
| Quellwiese 35 52° 15′ 41″ N, 8° 1′ 14″ O                 | Grenzstein                                 |              | 43808645 | BW             |
| Rheiner Landstraße 168 / 170 52° 16′ 17″ N, 7° 59′ 56″ O | Heger Friedhof                             |              | 43802411 | Weitere Bilder |
| Rheiner Landstraße 168 / 170 52° 16′ 9″ N, 8° 0′ 3″ O    | Heger Friedhof (Krematorium)               |              | 43802364 |                |
| Rheiner Landstraße 168 / 170 52° 16′ 10″ N, 8° 0′ 5″ O   | Heger Friedhof (Glockenturm)               |              | 43802390 | BW             |
| Rheiner Landstraße 168 / 170 52° 16′ 9″ N, 8° 0′ 9″ O    | Heger Friedhof (Pförtnerhaus)              |              | 43802481 | BW             |
| Rheiner Landstraße 168 / 170 52° 16′ 11″ N, 8° 0′ 8″ O   | Heger Friedhof (Toilettenhaus)             |              | 44125632 | BW             |
| Ströher Heide 10 52° 15′ 24″ N, 7° 57′ 59″ O             | Hof Meyer zu Strohen (Backscheune)         |              | 43811162 | BW             |

## Lüstringen
| Lage                                                | Bezeichnung               | Beschreibung | ID       | Bild |
| --------------------------------------------------- | ------------------------- | ------------ | -------- | ---- |
| Bauerschaft Lüstringen 1 52° 16′ 16″ N, 8° 8′ 15″ O | Einfriedung               |              | 43792035 | BW   |
| Bauerschaft Lüstringen 2 52° 16′ 17″ N, 8° 8′ 16″ O | Einfriedung               |              | 43792059 | BW   |
| Bauerschaft Lüstringen 3 52° 16′ 15″ N, 8° 8′ 16″ O | Einfriedung               |              | 43792083 | BW   |
| Bauerschaft Lüstringen 5 52° 16′ 18″ N, 8° 8′ 14″ O | Einfriedung               |              | 43792107 | BW   |
| Burg Gretesch 52° 16′ 31″ N, 8° 7′ 16″ O            | ehem. Burganlage (Ruine)  |              | 43806032 | BW   |
| Burg Gretesch 52° 16′ 31″ N, 8° 7′ 14″ O            | Mühlenteich               |              | 44129947 | BW   |
| Burg Gretesch 45 52° 16′ 29″ N, 8° 7′ 10″ O         | Turmwindmühle             |              | 43806056 | BW   |
| Burg Gretesch 46 52° 16′ 37″ N, 8° 7′ 45″ O         | Wohn-/ Wirtschaftsgebäude |              | 43806079 | BW   |

## Pye
| Lage                                                 | Bezeichnung                              | Beschreibung | ID       | Bild |
| ---------------------------------------------------- | ---------------------------------------- | ------------ | -------- | ---- |
| Fürstenauer Weg 165 / 167 52° 18′ 48″ N, 8° 0′ 42″ O | Doppelhaus                               |              | 43806456 | BW   |
| Fürstenauer Weg 210 52° 19′ 33″ N, 7° 59′ 36″ O      | Scheune                                  |              | 43806523 | BW   |
| Glückaufstraße 1 52° 18′ 46″ N, 8° 0′ 16″ O          | Piesberger Gesellschaftshaus             |              | 43806568 |      |
| Glückaufstraße 1 52° 18′ 45″ N, 8° 0′ 16″ O          | Saalbau                                  |              | 44131132 | BW   |
| Glückaufstraße 4 52° 18′ 45″ N, 8° 0′ 14″ O          | ehem. Konsum                             |              | 43812769 | BW   |
| Lechtinger Straße 54 / 56 52° 19′ 24″ N, 8° 0′ 42″ O | Doppelhaus                               |              | 43807650 | BW   |
| Stiestraße 2 52° 19′ 5″ N, 7° 58′ 47″ O              | Speicher                                 |              | 43808974 | BW   |
| Süberweg 52° 18′ 48″ N, 8° 0′ 16″ O                  | Straßenbrücke Piesberger Zechenbahn      |              | 43812937 | BW   |
| Süberweg 4 52° 18′ 45″ N, 7° 59′ 45″ O               | Hof Gössling (Wohn-/ Wirtschaftsgebäude) |              | 43809022 | BW   |
| Süberweg 4 52° 18′ 46″ N, 7° 59′ 48″ O               | Hof Gössling (Einfriedung)               |              | 44129940 | BW   |
| To Pye 4 52° 19′ 2″ N, 7° 58′ 31″ O                  | Hof Offers (Ehem. Wehrspeicher)          |              | 43809207 | BW   |
| To Pye 20 52° 18′ 46″ N, 7° 59′ 15″ O                | Wohn-/ Wirtschaftsgebäude                |              | 43809232 | BW   |
| Zum Pyer Moor 8 52° 19′ 37″ N, 8° 0′ 18″ O           | Speicher                                 |              | 43809830 | BW   |

### Zeche Piesberg
| Lage                                                 | Bezeichnung                 | Beschreibung | ID       | Bild           |
| ---------------------------------------------------- | --------------------------- | ------------ | -------- | -------------- |
| Fürstenauer Weg 52° 18′ 48″ N, 8° 0′ 27″ O           | Stollen                     |              | 44116105 | Weitere Bilder |
| Fürstenauer Weg 52° 18′ 54″ N, 8° 0′ 32″ O           | Haseschacht                 |              | 43812745 |                |
| Fürstenauer Weg 182 52° 19′ 3″ N, 8° 0′ 10″ O        | Ledigenheim                 |              | 43806501 | BW             |
| Glückaufstraße 6 52° 18′ 44″ N, 8° 0′ 13″ O          | Direktionsgebäude           |              | 43806595 | Weitere Bilder |
| Glückaufstraße 8 / 10 52° 18′ 42″ N, 8° 0′ 10″ O     | Zechenbahnverwaltung        |              | 43812794 | BW             |
| Glückaufstraße 12 52° 18′ 41″ N, 8° 0′ 9″ O          | Beamtenwohnhaus             |              | 43812817 | BW             |
| Glückaufstraße 12 52° 18′ 42″ N, 8° 0′ 7″ O          | Garten                      |              | 44152193 | BW             |
| Lechtinger Straße 54 / 56 52° 19′ 25″ N, 8° 0′ 46″ O | Stüveschacht                |              | 43814983 |                |
| Süberweg 46 52° 18′ 47″ N, 8° 0′ 19″ O               | Direktoren-/Beamtenwohnhaus |              | 43813026 | BW             |
| Süberweg 46 52° 18′ 46″ N, 8° 0′ 18″ O               | Garten                      |              | 44133965 | BW             |
| Süberweg 52° 18′ 46″ N, 8° 0′ 22″ O                  | Pferdestall                 |              | 43813004 |                |
| Süberweg 52° 18′ 47″ N, 8° 0′ 23″ O                  | Bergschmiede                |              | 43812982 |                |
| Süberweg 52° 18′ 45″ N, 8° 0′ 25″ O                  | Magazin                     |              | 43812959 |                |
| Süberweg 52° 18′ 44″ N, 8° 0′ 25″ O                  | Kohlenwäsche                |              | 43808994 | BW             |

## Schinkel/Schinkel-Ost/Widukindland
| Lage                                                 | Bezeichnung               | Beschreibung | ID       | Bild           |
| ---------------------------------------------------- | ------------------------- | ------------ | -------- | -------------- |
| An der Pauluskirche 52° 16′ 50″ N, 8° 4′ 46″ O       | Pauluskirche              |              | 43790515 |                |
| Belmer Straße 145 52° 16′ 45″ N, 8° 5′ 31″ O         | Hof Ruppenkamp (Scheune)  |              | 43805269 | BW             |
| Mindener Straße 66 / 66a 52° 16′ 23″ N, 8° 4′ 57″ O  | Wasserwerk                |              | 43801666 |                |
| Mindener Straße 66 / 66a 52° 16′ 22″ N, 8° 4′ 59″ O  | Brunnenhaus               |              | 44121412 |                |
| Schützenstraße 87 52° 16′ 53″ N, 8° 4′ 32″ O         | Hl.-Kreuz-Kirche          |              | 43809898 | Weitere Bilder |
| Widukindplatz 8 52° 17′ 40″ N, 8° 5′ 49″ O           | Timotheuskirche           |              | 43814763 |                |
| Windthorststraße 62 52° 16′ 59″ N, 8° 5′ 42″ O       | Maria-Rosenkranz-Kirche   |              | 43809507 |                |
| Windthorststraße 129 / 131 52° 17′ 11″ N, 8° 6′ 7″ O | Wohn-/ Wirtschaftsgebäude |              | 43809532 | BW             |

## Schölerberg/Kalkhügel
| Lage                                             | Bezeichnung                             | Beschreibung | ID       | Bild           |
| ------------------------------------------------ | --------------------------------------- | --- | -------- | -------------- |
| Alte Bauernschaft 18a 52° 14′ 55″ N, 8° 3′ 58″ O | Hof Neunker (Steinwerk)                 | | 43804608 | BW             |
| An der Petersburg 6 52° 16′ 0″ N, 8° 3′ 32″ O    | Bachschmidt-Schule (Sozialgericht)      | | 43804971 | BW             |
| Bergerskamp 34 52° 15′ 6″ N, 8° 2′ 36″ O         | Melanchthonkirche                       | | 43817701 |                |
| Bielefelder Straße 2 52° 15′ 58″ N, 8° 3′ 29″ O  | Friedenskirche                          | | 43805613 | BW             |
| Feldstraße 52° 15′ 39″ N, 8° 2′ 19″ O            | Luftschutzanlagen                       | | 44278017 | BW             |
| Iburger Straße 52° 15′ 37″ N, 8° 3′ 15″ O        | Johannesfriedhof                        | | 43797862 | Weitere Bilder |
| Iburger Straße 52° 15′ 38″ N, 8° 3′ 20″ O        | Johannesfriedhof (Friedhofskapelle)     | | 43797917 |                |
| Iburger Straße 52° 15′ 36″ N, 8° 3′ 14″ O        | Johannesfriedhof (Beinhaus (Karner))    | | 44119599 |                |
| Iburger Straße 52° 15′ 38″ N, 8° 3′ 21″ O        | Johannesfriedhof (Toranlage)            | | 44119576 | BW             |
| Iburger Straße 52° 15′ 32″ N, 8° 3′ 9″ O         | Johannesfriedhof (Toilettenhaus)        | | 44119617 |                |
| Klaus-Strick-Weg 28 52° 15′ 0″ N, 8° 4′ 5″ O     | Villa Hecker                            | | 43804776 |                |
| Klaus-Strick-Weg 28 52° 15′ 0″ N, 8° 4′ 4″ O     | Bunker                                  | | 44126175 | BW             |
| Klöntrupstraße 12 52° 16′ 1″ N, 8° 3′ 30″ O      | Kreis-Landwirtschaftsschule             | | 43807544 | BW             |
| Magdalenenstraße 52° 15′ 35″ N, 8° 3′ 13″ O      | Jüdischer Friedhof                      | Abgegrenzte jüdische Friedhofsanlage im Johannisfriedhof. 2.500 m² großes, nahezu rechteckiges Friedhofsareal mit Bruchsteinmauer eingefriedet. Eingang an Magdalenenstraße. Historische Grabmale von großer gestalterischer Vielfalt. Vom alten Friedhof überführte Grabsteine, entlang der nördlichen und östlichen Mauer aufgestellt. Grabsteine für sieben beigesetzte südosteuropäische Offiziere jüdischen Glaubens aus dem Offizierslager Oflag VIc. Skulptur „Leidensweg“ des Künstlers Joseph Krautwald in der südwestlichen Ecke. | 43810520 |                |
| Miquelstraße 5 52° 15′ 38″ N, 8° 3′ 25″ O        | Lutherkirche                            | | 43801690 | Weitere Bilder |
| Miquelstraße 5 52° 15′ 38″ N, 8° 3′ 26″ O        | Lutherkirche (Pfarrhaus)                | | 43815085 | BW             |
| Miquelstraße 25 52° 15′ 39″ N, 8° 3′ 37″ O       | St. Joseph                              | | 43808130 |                |
| Miquelstraße 25 52° 15′ 38″ N, 8° 3′ 35″ O       | St. Joseph (Pfarrhaus)                  | | 43808156 | BW             |
| Osningstraße 10 52° 15′ 44″ N, 8° 3′ 25″ O       | Wohnhaus                                | | 43815186 | BW             |
| Osningstraße 12 52° 15′ 44″ N, 8° 3′ 25″ O       | Wohnhaus                                | | 43815209 | BW             |
| Osningstraße 14 52° 15′ 44″ N, 8° 3′ 26″ O       | Wohnhaus                                | | 43815232 | BW             |
| Osningstraße 16 52° 15′ 44″ N, 8° 3′ 27″ O       | Wohnhaus                                | | 43815255 | BW             |
| Osningstraße 18 52° 15′ 44″ N, 8° 3′ 28″ O       | Wohnhaus                                | | 43815278 | BW             |
| Sutthauser Straße 326 52° 14′ 46″ N, 8° 1′ 58″ O | Gut Lage (Wohn-/ Wirtschaftsgebäude)    | | 43803080 | BW             |
| Teutoburger Straße 24 52° 15′ 43″ N, 8° 3′ 26″ O | Familie Hammerstein-Loxten (Gartenhaus) | | 43807192 | BW             |
| Voxtruper Straße 87 52° 15′ 13″ N, 8° 4′ 42″ O   | Kolumbariumskirche Hl. Familie          | | 43817394 |                |

## Sonnenhügel
| Lage                                            | Bezeichnung                                      | Beschreibung | ID       | Bild           |
| ----------------------------------------------- | ------------------------------------------------ | ------------ | -------- | -------------- |
| Am Bürgerpark 18 52° 17′ 14″ N, 8° 2′ 42″ O     | Familie Jürgensmann (Pavillon)                   |              | 43810816 | BW             |
| Am Bürgerpark 18 52° 17′ 13″ N, 8° 2′ 41″ O     | Familie Jürgensmann (Garten)                     |              | 44133255 | BW             |
| Am Gertrudenberg 52° 17′ 5″ N, 8° 2′ 50″ O      | Gertrudenberger Höhle                            |              | 43795492 | BW             |
| Am Gertrudenberg 52° 17′ 11″ N, 8° 2′ 56″ O     | Bürgerpark                                       |              | 43810919 | Weitere Bilder |
| Am Gertrudenberg 52° 17′ 12″ N, 8° 2′ 53″ O     | Gedenkstein Schlacht bei Leipzig                 |              | 43805955 | BW             |
| Am Gertrudenberg 52° 17′ 12″ N, 8° 2′ 53″ O     | Gedenkstein Sedan-Versailles                     |              | 43805980 | BW             |
| Am Gertrudenberg 52° 17′ 8″ N, 8° 2′ 47″ O      | Denkmal Verschönerungsverein                     |              | 43806006 | BW             |
| Bramscher Straße 52° 17′ 18″ N, 8° 2′ 33″ O     | Friedhofskapelle Hasefriedhof                    |              | 43792386 | BW             |
| Bramscher Straße 52° 17′ 22″ N, 8° 2′ 32″ O     | Hasefriedhof                                     |              | 43792360 | BW             |
| Bramscher Straße 6 52° 16′ 59″ N, 8° 2′ 37″ O   | Wohnhaus                                         |              | 43792510 | BW             |
| Bramscher Straße 8 52° 16′ 59″ N, 8° 2′ 36″ O   | Wohnhaus                                         |              | 43792532 | BW             |
| Bramscher Straße 10 52° 16′ 59″ N, 8° 2′ 36″ O  | Wohnhaus                                         |              | 43792555 | BW             |
| Bramscher Straße 12 52° 17′ 0″ N, 8° 2′ 36″ O   | Wohnhaus                                         |              | 43792580 | BW             |
| Bramscher Straße 14 52° 17′ 0″ N, 8° 2′ 36″ O   | Wohnhaus                                         |              | 43792605 | BW             |
| Bramscher Straße 16 52° 17′ 1″ N, 8° 2′ 36″ O   | Wohnhaus                                         |              | 43792631 | BW             |
| Bramscher Straße 19 52° 17′ 2″ N, 8° 2′ 33″ O   | Wohnhaus                                         |              | 43805796 | BW             |
| Bramscher Straße 20 52° 17′ 2″ N, 8° 2′ 35″ O   | Wohnhaus                                         |              | 43792656 | BW             |
| Bramscher Straße 22 52° 17′ 3″ N, 8° 2′ 34″ O   | Wohnhaus                                         |              | 43792679 | BW             |
| Bramscher Straße 24 52° 17′ 3″ N, 8° 2′ 34″ O   | Wohnhaus                                         |              | 43792705 | BW             |
| Bramscher Straße 26 52° 17′ 4″ N, 8° 2′ 34″ O   | Wohnhaus                                         |              | 43792730 | BW             |
| Bramscher Straße 27 52° 17′ 4″ N, 8° 2′ 33″ O   | Wohnhaus                                         |              | 43792831 | BW             |
| Bramscher Straße 28 52° 17′ 4″ N, 8° 2′ 34″ O   | Wohnhaus                                         |              | 43792755 | BW             |
| Bramscher Straße 29 52° 17′ 4″ N, 8° 2′ 32″ O   | Stern-Apotheke                                   |              | 43792856 | BW             |
| Bramscher Straße 31 52° 17′ 5″ N, 8° 2′ 32″ O   | Wohn-/ Geschäftshaus                             |              | 43792883 | BW             |
| Bramscher Straße 32 52° 17′ 4″ N, 8° 2′ 34″ O   | Wohn-/ Geschäftshaus                             |              | 43792780 | BW             |
| Bramscher Straße 34 52° 17′ 5″ N, 8° 2′ 34″ O   | Wohnhaus                                         |              | 43792806 | BW             |
| Knollstraße 15 52° 17′ 3″ N, 8° 3′ 0″ O         | Niedersächsisches Landeskrankenhaus              |              | 43790192 |                |
| Knollstraße 35 / 37 52° 17′ 12″ N, 8° 3′ 11″ O  | Doppelhaus (ehem. Wärterhaus)                    |              | 43812010 | BW             |
| Knollstraße 39 / 41 52° 17′ 13″ N, 8° 3′ 13″ O  | Doppelhaus (ehem. Wärterhaus)                    |              | 43812036 | BW             |
| Knollstraße 43 / 45 52° 17′ 13″ N, 8° 3′ 14″ O  | Doppelhaus (ehem. Wärterhaus)                    |              | 43812062 | BW             |
| Knollstraße 47 / 49 52° 17′ 14″ N, 8° 3′ 15″ O  | Doppelhaus (ehem. Wärterhaus)                    |              | 43812088 | BW             |
| Knollstraße 51 / 53 52° 17′ 15″ N, 8° 3′ 17″ O  | Doppelhaus (ehem. Wärterhaus)                    |              | 43812114 | BW             |
| Landwehr 52° 18′ 9″ N, 8° 3′ 20″ O              | Landwehr                                         |              | 43807608 |                |
| Kornstraße 2 / 4 52° 17′ 30″ N, 8° 2′ 21″ O     | Wohnhaus                                         |              | 43812169 | BW             |
| Kornstraße 6 / 8 52° 17′ 30″ N, 8° 2′ 22″ O     | Wohnhaus                                         |              | 43812193 | BW             |
| Kornstraße 10 / 12 52° 17′ 30″ N, 8° 2′ 24″ O   | Wohnhaus                                         |              | 43812217 | BW             |
| Kornstraße 14 / 16 52° 17′ 30″ N, 8° 2′ 25″ O   | Wohnhaus                                         |              | 43812241 | BW             |
| Lerchenstraße 131 52° 18′ 1″ N, 8° 3′ 26″ O     | Erlöserkirche                                    |              | 43812393 | Weitere Bilder |
| Lindenstraße 19 52° 17′ 11″ N, 8° 2′ 37″ O      | Wohnhaus                                         |              | 43800395 | BW             |
| Lindenstraße 21 52° 17′ 11″ N, 8° 2′ 38″ O      | Wohnhaus                                         |              | 43800416 | BW             |
| Moorlandstraße 63 52° 17′ 36″ N, 8° 3′ 1″ O     | Matthäuskirche                                   |              | 43810428 |                |
| Senator-Wagner-Weg 52° 16′ 59″ N, 8° 2′ 50″ O   | Pflasterstraße                                   |              | 43802918 | BW             |
| Senator-Wagner-Weg 52° 16′ 57″ N, 8° 2′ 51″ O   | Baumbestand                                      |              | 44125666 | BW             |
| Senator-Wagner-Weg 52° 16′ 58″ N, 8° 2′ 51″ O   | ehem. Gertrudenberger Kloster (Mauer)            |              | 44125639 | BW             |
| Senator-Wagner-Weg 2 52° 16′ 57″ N, 8° 2′ 55″ O | ehem. Gertrudenberger Kloster (Torhaus)          |              | 43814567 | BW             |
| Senator-Wagner-Weg 4 52° 16′ 57″ N, 8° 2′ 52″ O | Wohnhaus                                         |              | 43815646 | BW             |
| Senator-Wagner-Weg 6 52° 17′ 1″ N, 8° 2′ 54″ O  | ehem. Gertrudenberger Kloster (Männervilla)      |              | 47693548 | BW             |
| Senator-Wagner-Weg 8 52° 17′ 0″ N, 8° 2′ 52″ O  | ehem. Gertrudenberger Kloster (Äbtissinnen-Haus) |              | 43803203 |                |
| Senator-Wagner-Weg 8 52° 17′ 0″ N, 8° 2′ 52″ O  | ehem. Gertrudenberger Kloster (Kirche)           |              | 43803203 |                |
| Senator-Wagner-Weg 8 52° 17′ 1″ N, 8° 2′ 50″ O  | ehem. Gertrudenberger Kloster                    |              | 43811956 | BW             |
| Süntelstraße 39 52° 17′ 12″ N, 8° 2′ 35″ O      | Wohnhaus                                         |              | 43809045 | BW             |
| Süntelstraße 49 52° 17′ 7″ N, 8° 2′ 33″ O       | Wohnhaus                                         |              | 43809085 | BW             |
| Süntelstraße 41 52° 17′ 11″ N, 8° 2′ 34″ O      | Wohnhaus                                         |              | 43809064 | BW             |
| Terrasse 52° 16′ 57″ N, 8° 2′ 45″ O             | Äbtissinnenallee (Allee)                         |              | 43803127 | BW             |
| Terrasse 52° 16′ 58″ N, 8° 2′ 47″ O             | Äbtissinnenallee (Pflasterung)                   |              | 44125909 | BW             |
| Terrasse 1 52° 16′ 55″ N, 8° 2′ 42″ O           | Einfriedung                                      |              | 43803155 | BW             |
| Veilchenstraße 22b 52° 17′ 10″ N, 8° 2′ 45″ O   | Gartenhaus                                       |              | 43810772 | BW             |
| Wittkopstraße 52° 17′ 4″ N, 8° 2′ 42″ O         | Pflasterstraße                                   |              | 43809603 | BW             |
| Wittkopstraße 1a 52° 17′ 3″ N, 8° 2′ 37″ O      | Wohnhaus                                         |              | 43804235 | BW             |
| Wittkopstraße 1b 52° 17′ 4″ N, 8° 2′ 38″ O      | Wohnhaus                                         |              | 43804258 | BW             |
| Wittkopstraße 1c 52° 17′ 4″ N, 8° 2′ 38″ O      | Wohnhaus                                         |              | 43810312 | BW             |
| Wittkopstraße 2 52° 17′ 4″ N, 8° 2′ 39″ O       | Wohnhaus                                         |              | 43804280 | BW             |
| Wittkopstraße 3 52° 17′ 4″ N, 8° 2′ 40″ O       | Wohnhaus                                         |              | 43804306 | BW             |
| Wittkopstraße 4 52° 17′ 4″ N, 8° 2′ 41″ O       | Wohnhaus                                         |              | 43804332 | BW             |
| Wittkopstraße 8 52° 17′ 5″ N, 8° 2′ 44″ O       | Villa                                            |              | 43809623 | BW             |
| Wittkopstraße 8 52° 17′ 6″ N, 8° 2′ 43″ O       | Garten                                           |              | 44130996 | BW             |
| Wittkopstraße 8 52° 17′ 5″ N, 8° 2′ 43″ O       | Einfriedung                                      |              | 44130853 | BW             |
| Wittkopstraße 11 52° 17′ 4″ N, 8° 2′ 44″ O      | Villa                                            |              | 43809652 | BW             |
| Wittkopstraße 13 52° 17′ 3″ N, 8° 2′ 41″ O      | Villa                                            |              | 43809674 | BW             |
| Wittkopstraße 15 52° 17′ 3″ N, 8° 2′ 39″ O      | Wohnhaus                                         |              | 43804354 | BW             |
| Wittkopstraße 16 52° 17′ 3″ N, 8° 2′ 38″ O      | Wohnhaus                                         |              | 43804378 | BW             |
| Wittkopstraße 17 52° 17′ 2″ N, 8° 2′ 38″ O      | Wohnhaus                                         |              | 43804402 | BW             |
| Wittkopstraße 19 52° 17′ 2″ N, 8° 2′ 36″ O      | Wohnhaus                                         |              | 43804450 | BW             |
| Wittkopstraße 20 52° 17′ 2″ N, 8° 2′ 35″ O      | Wohnhaus                                         |              | 43804472 | BW             |
| Ziegelstraße 2 52° 16′ 56″ N, 8° 2′ 38″ O       | Villa                                            |              | 43809697 | BW             |
| Ziegelstraße 2 52° 16′ 56″ N, 8° 2′ 38″ O       | Einfriedung                                      |              | 44131235 | BW             |
| Ziegelstraße 6 52° 16′ 55″ N, 8° 2′ 44″ O       | Gartenhaus                                       |              | 43809721 | BW             |
| Ziegelstraße 6 52° 16′ 55″ N, 8° 2′ 44″ O       | Garten                                           |              | 44131899 | BW             |
| Ziegelstraße 7 52° 16′ 56″ N, 8° 2′ 44″ O       | Gartentor                                        |              | 43804516 | BW             |
| Ziegelstraße 8 52° 16′ 53″ N, 8° 2′ 47″ O       | Villa                                            |              | 43809745 | BW             |
| Ziegelstraße 8 52° 16′ 53″ N, 8° 2′ 47″ O       | Einfriedung                                      |              | 44131385 | BW             |
| Ziegelstraße 11 - 13 52° 16′ 53″ N, 8° 2′ 50″ O | Wohnhaus (Gruppe)                                |              | 43809767 |                |
| Ziegelstraße 11 - 13 52° 16′ 53″ N, 8° 2′ 50″ O | Vorgarten                                        |              | 44059864 | BW             |
| Ziegelstraße 11 - 13 52° 16′ 55″ N, 8° 2′ 50″ O | Brandenburg’sches Gartenhaus                     |              | 43804538 | BW             |
| Ziegelstraße 11 - 13 52° 16′ 54″ N, 8° 2′ 50″ O | Garten                                           |              | 43817258 | BW             |

## Sutthausen
| Lage                                                 | Bezeichnung                                   | Beschreibung | ID       | Bild |
| ---------------------------------------------------- | --------------------------------------------- | ------------ | -------- | ---- |
| Am Boekenhagen 2 52° 14′ 18″ N, 8° 2′ 22″ O          | Wohn-/ Wirtschaftsgebäude                     |              | 43804659 | BW   |
| Am Boekenhagen 2 52° 14′ 18″ N, 8° 2′ 23″ O          | Stall                                         |              | 44126329 | BW   |
| Am Gesmoldsberg 4 52° 14′ 20″ N, 8° 0′ 2″ O          | Gartenhaus                                    |              | 43811117 | BW   |
| An der Sutthauser Mühle 6 52° 14′ 27″ N, 8° 0′ 44″ O | Wohn-/ Wirtschaftsgebäude                     |              | 43804993 | BW   |
| An der Sutthauser Mühle 9 52° 14′ 37″ N, 8° 0′ 35″ O | Hörnehof (Wohn-/ Wirtschaftsgebäude)          |              | 43805014 | BW   |
| Forststraße 12 52° 14′ 3″ N, 8° 1′ 52″ O             | Wohn-/ Wirtschaftsgebäude                     |              | 43793139 | BW   |
| Gut Wulften 1 52° 13′ 37″ N, 8° 1′ 47″ O             | Schloßgut Wulften (Herrenhaus)                |              | 43795894 |      |
| Gut Wulften 1 52° 13′ 38″ N, 8° 1′ 45″ O             | Schloßgut Wulften (Wirtschaftsgebäude)        |              | 43795924 | BW   |
| Gut Wulften 1 52° 13′ 38″ N, 8° 1′ 48″ O             | Schloßgut Wulften (Wirtschaftsgebäude)        |              | 43795948 | BW   |
| Sutthauser Straße 394 52° 14′ 34″ N, 8° 2′ 0″ O      | Wulfter Turm (Landwehrturm)                   |              | 43809129 |      |
| Wehinghausweg 40 52° 14′ 8″ N, 8° 2′ 45″ O           | Erbhof Wehinghaus (Wohn-/ Wirtschaftsgebäude) |              | 43809129 | BW   |
| Zum Töfatt 17 52° 14′ 21″ N, 8° 1′ 24″ O             | Maria - Königin des Friedens                  |              | 43817413 | BW   |

### Gut Sutthausen
| Lage                                        | Bezeichnung                    | Beschreibung | ID       | Bild |
| ------------------------------------------- | ------------------------------ | ------------ | -------- | ---- |
| Gut Sutthausen 1 52° 14′ 3″ N, 8° 0′ 56″ O  | Herrenhaus                     |              | 43795544 |      |
| Gut Sutthausen 1 52° 14′ 3″ N, 8° 0′ 54″ O  | Gutskapelle (St.-Georgs-Stift) |              | 43795573 |      |
| Gut Sutthausen 1 52° 14′ 4″ N, 8° 0′ 57″ O  | Stall                          |              | 43795597 | BW   |
| Gut Sutthausen 1 52° 14′ 7″ N, 8° 0′ 56″ O  | Gartenhaus                     |              | 43795671 | BW   |
| Gut Sutthausen 1 52° 13′ 58″ N, 8° 1′ 1″ O  | Park                           |              | 43795794 |      |
| Gut Sutthausen 1 52° 13′ 59″ N, 8° 1′ 12″ O | Riesenallee                    |              | 43795823 | BW   |
| Gut Sutthausen 1 52° 14′ 6″ N, 8° 0′ 52″ O  | Brücke                         |              | 43803842 | BW   |
| Gut Sutthausen 1 52° 14′ 2″ N, 8° 0′ 42″ O  | Brücke                         |              | 43803866 | BW   |
| Gut Sutthausen 1 52° 14′ 2″ N, 8° 0′ 43″ O  | Bildstock                      |              | 43795870 | BW   |
| Gut Sutthausen 3 52° 14′ 6″ N, 8° 0′ 58″ O  | Gärtnerwohnhaus                |              | 44755147 | BW   |
| Gut Sutthausen 4 52° 14′ 3″ N, 8° 0′ 53″ O  | Remise                         |              | 43795647 | BW   |
| Gut Sutthausen 4 52° 14′ 3″ N, 8° 0′ 54″ O  | Wassermühle                    |              | 43795622 |      |
| Gut Sutthausen 4 52° 14′ 5″ N, 8° 0′ 56″ O  | Graft                          |              | 44117456 | BW   |
| Gut Sutthausen 4 52° 14′ 4″ N, 8° 0′ 53″ O  | Mühlenbach                     |              | 44117165 |      |

## Voxtrup
| Lage                                                | Bezeichnung                             | Beschreibung | ID       | Bild |
| --------------------------------------------------- | --------------------------------------- | ------------ | -------- | ---- |
| Am Ehrenmal 52° 14′ 55″ N, 8° 7′ 0″ O               | Kriegerdenkmal                          |              | 43804706 | BW   |
| Am Ehrenmal 52° 14′ 54″ N, 8° 7′ 0″ O               | Kriegerdenkmal (Einfriedung)            |              | 44004363 | BW   |
| Am Gut Sandfort 40 52° 15′ 6″ N, 8° 6′ 42″ O        | Gut Sandfort (Herrenhaus)               |              | 43795696 | BW   |
| Am Gut Sandfort 40a 52° 15′ 7″ N, 8° 6′ 39″ O       | Gut Sandfort (Torhaus)                  |              | 43795723 | BW   |
| Am Gut Sandfort 40b 52° 15′ 8″ N, 8° 6′ 38″ O       | Gut Sandfort (Oekonomiegebäude)         |              | 43817502 | BW   |
| Am Gut Sandfort 40c 52° 15′ 8″ N, 8° 6′ 42″ O       | Gut Sandfort (Wassermühle)              |              | 43790591 | BW   |
| Am Gut Sandfort 52° 15′ 4″ N, 8° 6′ 41″ O           | Gut Sandfort (Park)                     |              | 43795748 | BW   |
| Am Gut Sandfort 52° 15′ 6″ N, 8° 6′ 44″ O           | Gut Sandfort (Mühlenteich)              |              | 44117158 | BW   |
| Am Mühlenkamp 22 52° 14′ 56″ N, 8° 5′ 46″ O         | Heuerhaus zu Große Schawe               |              | 43804754 | BW   |
| Antoniusweg 11 52° 14′ 48″ N, 8° 6′ 29″ O           | St. Antonius                            |              | 43805036 | BW   |
| Bauerschaft Hickingen 40 52° 14′ 21″ N, 8° 5′ 40″ O | Hof Schowwe (Wohn-/ Wirtschaftsgebäude) |              | 43805247 | BW   |
| Düstruper Straße 125 52° 15′ 29″ N, 8° 7′ 12″ O     | Wohn-/ Wirtschaftsgebäude               |              | 43806391 | BW   |
| Eichenallee 23 52° 15′ 6″ N, 8° 5′ 41″ O            | Gut Het(t)lage / Poggenburg             |              | 43791490 | BW   |
| Sandforter Straße 47 52° 15′ 54″ N, 8° 7′ 1″ O      | Wohn-/ Wirtschaftsgebäude               |              | 43808755 | BW   |
| Wasserwerkstraße 52° 15′ 35″ N, 8° 6′ 28″ O         | Wasserwerk Düstrup                      |              | 43803913 | BW   |
| Wasserwerkstraße 52° 15′ 35″ N, 8° 6′ 27″ O         | Wasserwerk Düstrup (Brunnenhaus)        |              | 43803938 | BW   |

## Westerberg
| Lage                                          | Bezeichnung                                | Beschreibung | ID       | Bild |
| --------------------------------------------- | ------------------------------------------ | ------------ | -------- | ---- |
| Artilleriestraße 52° 17′ 6″ N, 8° 1′ 12″ O    | General-von Stein-Kaserne (Pflasterstraße) |              | 43795846 | BW   |
| Artilleriestraße 34 52° 17′ 9″ N, 8° 1′ 14″ O | General-von Stein-Kaserne (Kasino)         |              | 43805082 | BW   |
| Caprivistraße 81 52° 16′ 47″ N, 8° 1′ 21″ O   | Gut Mues (Inspektorenwohnhaus)             |              | 43793053 | BW   |
| Caprivistraße 81 52° 16′ 47″ N, 8° 1′ 22″ O   | Gut Mues (Toranlage)                       |              | 43794233 | BW   |
| Caprivistraße 81 52° 16′ 47″ N, 8° 1′ 19″ O   | Gut Mues (Pferdestall)                     |              | 43794212 | BW   |
| Caprivistraße 81 52° 16′ 48″ N, 8° 1′ 20″ O   | Gut Mues (Kuhstall)                        |              | 43794190 | BW   |
| Gutenbergstraße 31 52° 16′ 50″ N, 8° 1′ 55″ O | Wohnhaus Beckmann                          |              | 49398207 | BW   |
| Lieneschweg 115 52° 16′ 53″ N, 8° 0′ 34″ O    | Wohn-/ Wirtschaftsgebäude                  |              | 43800350 | BW   |
| Lieneschweg 115 52° 16′ 53″ N, 8° 0′ 35″ O    | Stall                                      |              | 43800373 | BW   |
| Lürmannstraße 57 52° 16′ 50″ N, 8° 2′ 2″ O    | Villa                                      |              | 43808036 | BW   |
| Lürmannstraße 57 52° 16′ 50″ N, 8° 2′ 1″ O    | Vorgarten                                  |              | 44128870 | BW   |
| Lürmannstraße 57 52° 16′ 50″ N, 8° 2′ 1″ O    | Freitreppe                                 |              | 44128771 | BW   |
| Natruper Straße 43 52° 16′ 58″ N, 8° 2′ 6″ O  | Wohnhaus                                   |              | 43808378 | BW   |
| Natruper Straße 70 52° 17′ 6″ N, 8° 2′ 3″ O   | Wohnhaus                                   |              | 43808397 | BW   |
| Natruper Straße 70 52° 17′ 5″ N, 8° 2′ 3″ O   | Anbauten                                   |              | 44129163 | BW   |
| Natruper Straße 78 52° 17′ 9″ N, 8° 1′ 57″ O  | Wohnhaus Bornau                            |              | 43808419 |      |
| Natruper Straße 78 52° 17′ 8″ N, 8° 1′ 58″ O  | Wohnhaus Bornau (Park)                     |              | 44129324 | BW   |
| Natruper Straße 78 52° 17′ 7″ N, 8° 1′ 59″ O  | Wohnhaus Bornau (Torpfeiler)               |              | 44129304 | BW   |
| Natruper Straße 78 52° 17′ 9″ N, 8° 1′ 53″ O  | Wohnhaus Bornau (ehem. Gartenmauer)        |              | 43808443 | BW   |
| Natruper Straße 92 52° 17′ 10″ N, 8° 1′ 47″ O | Wohnhaus                                   |              | 43812265 | BW   |
| Natruper Straße 92 52° 17′ 10″ N, 8° 1′ 46″ O | Vorgarten                                  |              | 44151766 | BW   |
| Sedanstraße 4 52° 17′ 10″ N, 8° 1′ 36″ O      | Villa                                      |              | 43808932 | BW   |
| Sedanstraße 4 52° 17′ 11″ N, 8° 1′ 35″ O      | Einfriedung                                |              | 44126704 | BW   |
| Sedanstraße 60 52° 17′ 14″ N, 8° 1′ 5″ O      | Kriegerdenkmal                             |              | 43808953 | BW   |

### GAGfAH-Siedlung
| Lage                                                         | Bezeichnung | Beschreibung | ID       | Bild           |
| ------------------------------------------------------------ | ----------- | ------------ | -------- | -------------- |
| Artilleriestraße 2 52° 17′ 22″ N, 8° 1′ 17″ O                | Doppelhaus  |              | 43791256 | BW             |
| Artilleriestraße 4 - 4c 52° 17′ 21″ N, 8° 1′ 16″ O           | Reihenhaus  |              | 43791279 | BW             |
| Artilleriestraße 6 - 6c 52° 17′ 20″ N, 8° 1′ 16″ O           | Reihenhaus  |              | 43791367 | BW             |
| Artilleriestraße 8 - 8c 52° 17′ 19″ N, 8° 1′ 16″ O           | Reihenhaus  |              | 43791449 | BW             |
| Artilleriestraße 10 - 10c 52° 17′ 18″ N, 8° 1′ 16″ O         | Reihenhaus  |              | 43791540 | BW             |
| Artilleriestraße 12 - 12c 52° 17′ 17″ N, 8° 1′ 15″ O         | Reihenhaus  |              | 43791611 | BW             |
| Danziger Straße 4/6 52° 17′ 20″ N, 8° 1′ 19″ O               | Doppelhaus  |              | 43794254 | BW             |
| Danziger Straße 7/9 52° 17′ 19″ N, 8° 1′ 20″ O               | Doppelhaus  |              | 43794299 | BW             |
| Danziger Straße 8/10 52° 17′ 19″ N, 8° 1′ 18″ O              | Doppelhaus  |              | 43794321 | BW             |
| Danziger Straße 11/13 52° 17′ 18″ N, 8° 1′ 19″ O             | Doppelhaus  |              | 43794387 | BW             |
| Danziger Straße 12/14 52° 17′ 19″ N, 8° 1′ 18″ O             | Doppelhaus  |              | 43794409 | BW             |
| Danziger Straße 15/17 52° 17′ 18″ N, 8° 1′ 19″ O             | Doppelhaus  |              | 43794431 | BW             |
| Danziger Straße 16/18 52° 17′ 18″ N, 8° 1′ 18″ O             | Doppelhaus  |              | 43794453 | BW             |
| Danziger Straße 19/21 52° 17′ 17″ N, 8° 1′ 19″ O             | Doppelhaus  |              | 43794475 | BW             |
| Danziger Straße 20/22 52° 17′ 17″ N, 8° 1′ 18″ O             | Doppelhaus  |              | 43794497 | BW             |
| Danziger Straße 24/26 52° 17′ 16″ N, 8° 1′ 18″ O             | Doppelhaus  |              | 43794537 | BW             |
| Königsberger Straße 6/8/10/12 52° 17′ 17″ N, 8° 1′ 23″ O     | Reihenhaus  |              | 43799771 | BW             |
| Königsberger Straße 11/13/15/17 52° 17′ 16″ N, 8° 1′ 24″ O   | Reihenhaus  |              | 43799793 | BW             |
| Memeler Straße 2/4 52° 17′ 16″ N, 8° 1′ 23″ O                | Doppelhaus  |              | 43801622 | BW             |
| Memeler Straße 14/16 52° 17′ 16″ N, 8° 1′ 19″ O              | Doppelhaus  |              | 43801644 | BW             |
| Natruper Straße 145a 52° 17′ 15″ N, 8° 1′ 27″ O              | St. Barbara |              | 43813095 | Weitere Bilder |
| Natruper Straße 147/147a/149/149a 52° 17′ 17″ N, 8° 1′ 26″ O | Reihenhaus  |              | 43801844 | BW             |
| Natruper Straße 151/151a/153/153a 52° 17′ 18″ N, 8° 1′ 24″ O | Reihenhaus  |              | 43801867 | BW             |
| Natruper Straße 155-159a 52° 17′ 19″ N, 8° 1′ 22″ O          | Reihenhaus  |              | 43801889 | BW             |
| Natruper Straße 161/161a/163/163a 52° 17′ 20″ N, 8° 1′ 21″ O | Reihenhaus  |              | 43801911 | BW             |
| Natruper Straße 165/165a/167/167a 52° 17′ 20″ N, 8° 1′ 21″ O | Reihenhaus  |              | 43801911 | BW             |

### Militär-Siedlung Wilh.-Busch-Straße
| Lage                                                    | Bezeichnung       | Beschreibung | ID       | Bild |
| ------------------------------------------------------- | ----------------- | ------------ | -------- | ---- |
| Freiligrathhof 1 - 7 52° 17′ 11″ N, 8° 0′ 32″ O         | Wohnhaus (Gruppe) |              | 43812683 | BW   |
| Gerhart-Hauptmann-Hof 5 - 12 52° 17′ 13″ N, 8° 0′ 36″ O | Wohnhaus (Gruppe) |              | 43812639 | BW   |
| Stormhof 4 - 10 52° 17′ 12″ N, 8° 0′ 35″ O              | Wohnhaus (Gruppe) |              | 43812661 | BW   |
| Wilhelm-Busch-Straße 1 - 16 52° 17′ 13″ N, 8° 0′ 29″ O  | Wohnhaus (Gruppe) |              | 43812595 | BW   |
| Wilhelm-Raabe-Hof 7 - 44 52° 17′ 15″ N, 8° 0′ 37″ O     | Wohnhaus (Gruppe) |              | 43812617 | BW   |